# Masia del Ros (Bràfim)
La Masia del Ros és una masia situada al municipi de Bràfim, a la comarca catalana de l'Alt Camp.